# Freistellungsmethode
Die Freistellungsmethode ist neben der Anrechnungsmethode eine der zwei hauptsächlichen steuerlichen Konstruktionen zur Vermeidung der Doppelbesteuerung. Die Methoden werden sowohl als unilaterale Vorschrift im nationalen Steuerrecht wie auch in Doppelbesteuerungsabkommen eingesetzt. 
Um einem Bürger, der von zwei Staaten zur Steuer herangezogen wird, nicht doppelt zu besteuern, regeln Doppelbesteuerungsabkommen häufig die Freistellung der betroffenen Einkünfte in einem der beiden Staaten.

## Inhalt
Die Freistellungsmethode vermeidet die Doppelbesteuerung, indem Einkünfte oder Vermögen aus dem Ausland im Ansässigkeitsstaat von der Besteuerung freigestellt werden. Die Freistellungsmethode kann zum einen als unbedingte oder bedingte Freistellung und andererseits als Freistellung mit oder ohne Progressionsvorbehalt ausgestaltet sein. Die unbedingte Freistellung wird vom Ansässigkeitsstaat gewährt, unabhängig ob der Quellenstaat die Einkünfte oder das Vermögen auch wirklich besteuert. Dagegen wird die bedingte Freistellung vom Ansässigkeitsstaat nur gewährt, wenn der Quellenstaat die Einkünfte oder das Vermögen auch wirklich besteuert. Beim Progressionsvorbehalt werden die Einkünfte oder das Vermögen aus dem Quellenstaat im Ansässigkeitsstaat zur Berechnung des maßgeblichen Steuersatzes verwendet.

## Musterabkommen
Das Musterabkommen der OECD (OECD-MA) dient vielen Staaten als Grundlage für den Abschluss ihrer Doppelbesteuerungsabkommen. Im OECD-MA ist die Freistellungsmethode (Befreiungsmethode) mit Progressionsvorbehalt in Art. 23 A OECD-MA definiert. Zusammen mit der Anrechnungsmethode in Art. 23 B OECD-MA bilden sie zusammen die Methodenartikel. Sie ergänzen diejenigen Verteilungsnormen, die ihre Rechtsfolge nicht regeln. Verteilungsnormen sind die Normen eines Doppelbesteuerungsabkommen, welche besagen, wer von den Vertragsstaaten das Besteuerungsrecht innehat. Die Verteilungsnormen können vollständig oder ausschließlich sein und das Besteuerungsrecht „nur“ einem der Vertragsstaaten zuweisen. Handelt es sich stattdessen um eine unvollständige oder nicht ausschließliche Verteilungsnorm, die einzig festhält, dass einer der Vertragsstaaten oder gegebenenfalls beide eine bestimmte Einkunft oder ein bestimmtes Vermögen besteuern dürfen, bedarf es der Methodenartikel, um die Doppelbesteuerung zu vermeiden. Die Freistellung kann auch bedingt oder unbedingt ausgestaltet sein. Ist sie bedingt, so werden die ausländischen Einkünfte oder Vermögen nur freigestellt, wenn sie auch im Ausland wirklich besteuert werden. Dagegen wird bei einer unbedingte Freistellung die ausländischen Einkünfte oder Vermögen unabhängig von der ausländischen Steuer freigestellt. Deshalb enthalten einige Artikel von Doppelbesteuerungsabkommen Subject-to-tax-Klauseln, welche die Freistellung von einem Nachweis der Besteuerung im anderen Staat abhängig macht und somit zu einer bedingten Freistellung führen.

## Kritik
Die Freistellungsmethode führt dazu, dass auf die Einkünfte und Vermögen aus dem Ausland der ausländische Steuersatz angewendet wird. Das ermöglicht durch Steuerplanung von niedrigen Steuern in gewissen Ländern zu profitieren. Dies ist bei der Anrechnungsmethode nicht möglich, weil dort die ausländische Steuer angerechnet wird, aber der Ansässigkeitsstaat die gesamten Einkünfte bzw. das gesamte Vermögen als Grundlage nimmt.
Außerdem kann es zu einer doppelten Nichtbesteuerung kommen, wenn der Quellenstaat sein Besteuerungsrecht nicht nutzt und die Freistellung unbedingt vom Ansässigkeitsstaat vorgenommen wird. Die kann durch eine Subject-to-tax-Klausel verhindert werden, indem sie die Freistellung von einem Nachweis der Besteuerung im anderen Staat abhängig macht und somit zu einer bedingten Freistellung führt.